# Arubas damlandslag i fotboll
Arubas damlandslag i fotboll representerar Aruba i fotboll på damsidan. Dess förbund är Arubaanse Voetbal Bond.